# Бремер, Фредерик Гастон Николас
Фредерик Гастон Николас Бремер (Frédéric Gaston Nicolas Bremer; 28 июня 1892, Брюссель, Бельгия — 7 апреля 1982) — бельгийский нейрофизиолог и врач.

## Биография
Родился 28 июня 1892 года в Брюсселе. Окончил Брюссельский университет. Был учеником Ч. С. Шеррингтона. С 1939 по 1962 год профессор общей патологии Брюссельского свободного университета.
Скончался 7 апреля 1982 года в Брюсселе.

## Научные работы
Основные научные исследования посвящены физиологии нервной системы.
- Под руководством Фредерика Бремера был выполнен ряд работ по изучению фоновой и вызванной электрической активности коры головного мозга и мозжечка.
- Разработал и ввёл в физиологический эксперимент метод изолированного мозга.
- 1936 — С помощью метода изолированного мозга установил важную роль афферентных импульсов в поддержании состояния бодрствования коры больших полушарий.
- Определил проекцию блуждающего нерва в коре мозга.
- Показал, что мозжечок участвует в регуляции тонуса мышц.

## Членство в научных обществах
- Член Королевской бельгийской академии наук, литературы и изящных искусств
- Член Бельгийской медицинской академии
- Член-корреспондент Парижской академии наук (1959)[1]
- Почётный член Американской академии искусств и наук
- Почётный член многих университетов
- Член-корреспондент Французской медицинской академии